# Lorettobad

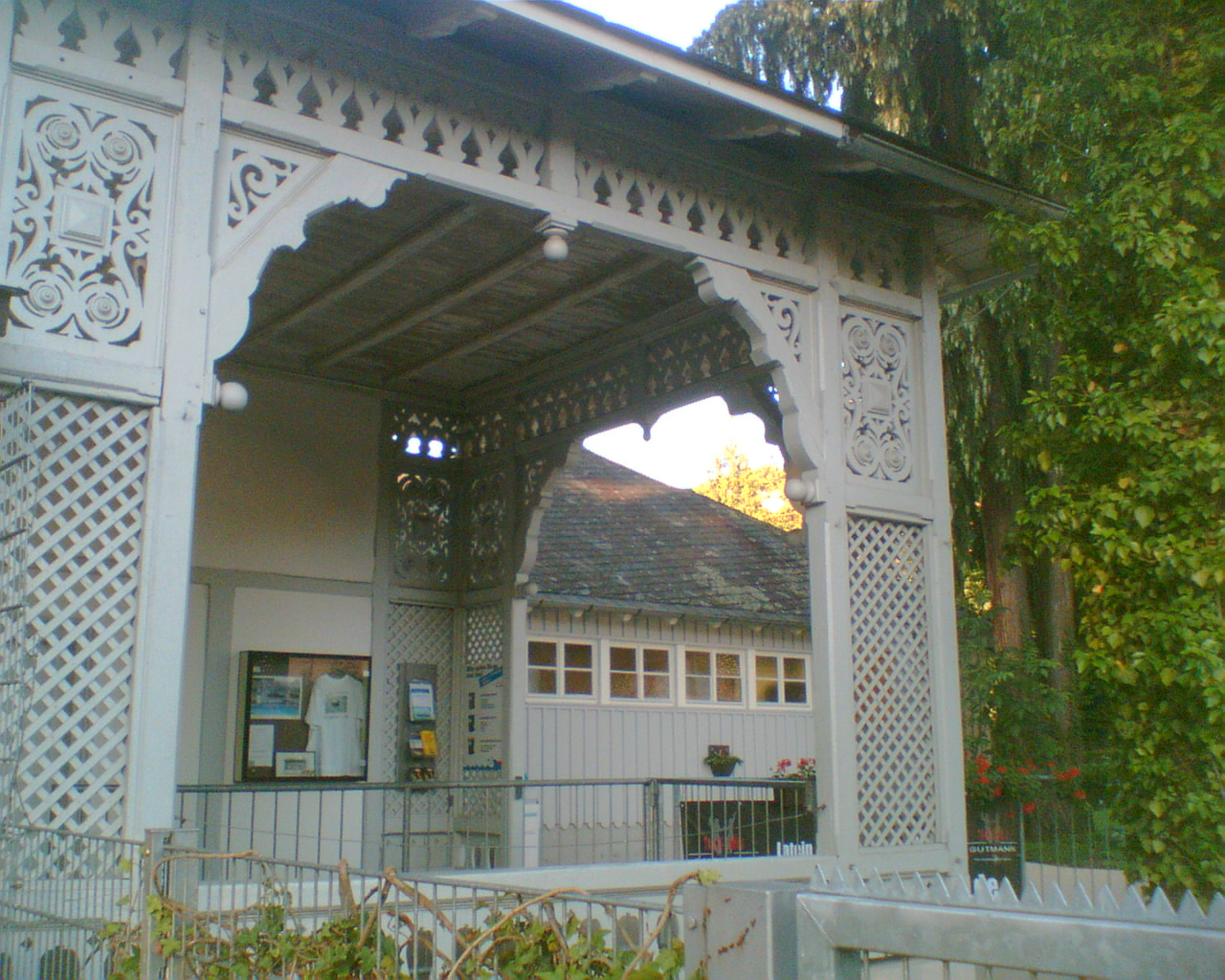
Eingang des Lorettobades

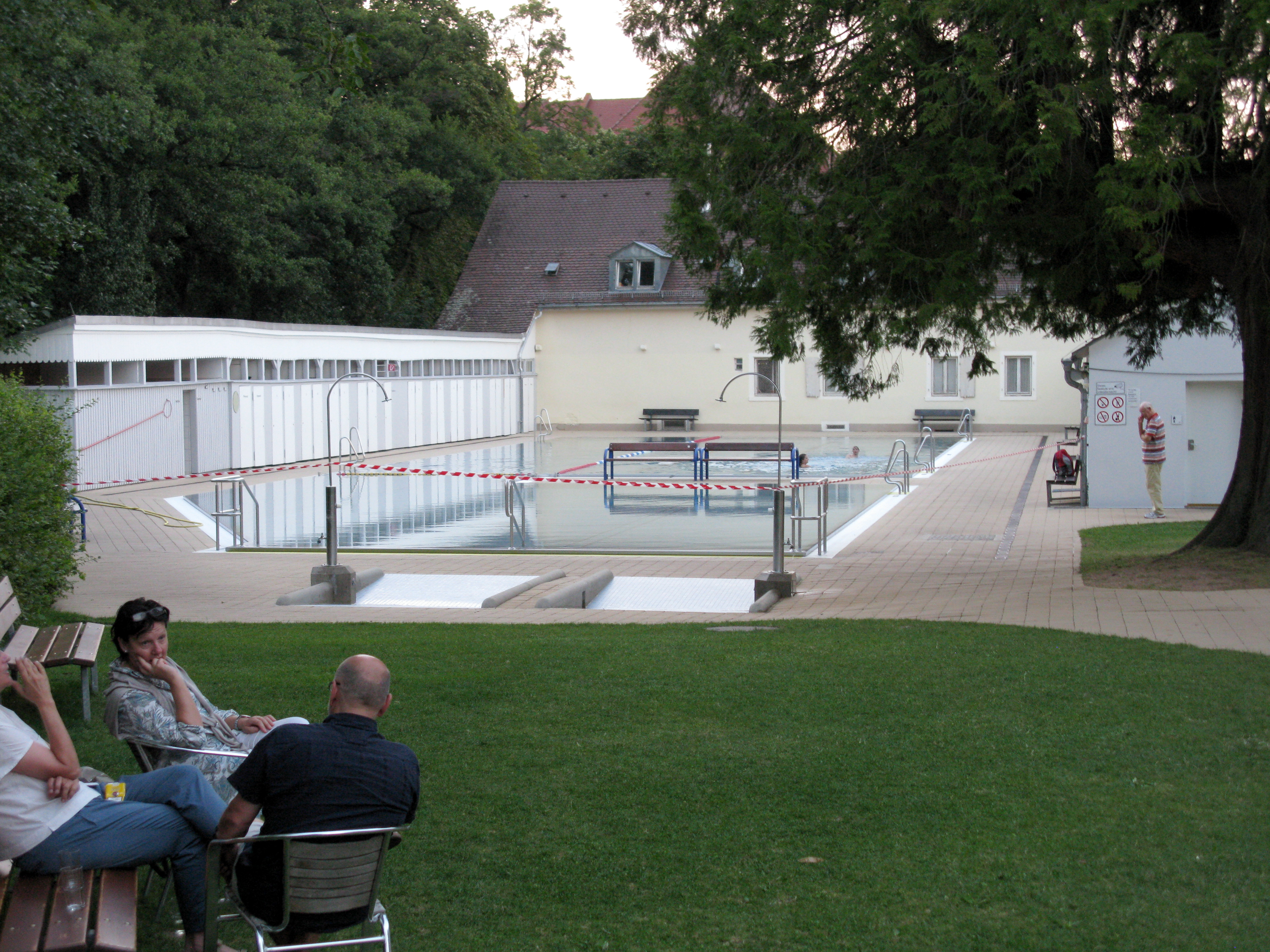
Das Familienbad

Das Lorettobad, kurz Lollo, am Fuße des Lorettobergs im Stadtteil Wiehre der Stadt Freiburg im Breisgau ist das älteste Familienfreibad Deutschlands. Bei seiner Eröffnung 1841 war es das erste Schwimmbad der Stadt. Besonderheit ist eine teilweise Geschlechtertrennung in den Badebereichen. So gibt es voneinander völlig abgetrennt ein reines Damenbad, aber auch ein Familienbad. Es ist das einzige Schwimmbad in Deutschland, das noch ein separates Damenbad hat.

## Geschichte
Das Lorettobad wurde als Kaltes Flussbad durch Johann Nepomuk Stadler gegründet. Rund dreißig Jahre später übergab er es seinem Schwiegersohn Oskar Heim. Zuerst war das Schwimmbad ein „Herren- und Gartenbad“, also ausschließlich für Männer zugänglich. Das Wasser für das Schwimmbad kam damals direkt aus dem Hölderlebach, der heute noch durch das Bad fließt. Das kalte Wasser des Bachs wurde durch ein Vorwärmebecken auf natürlichem Weg erwärmt.
Als Ende des 19. Jahrhunderts einige Bäder auch Frauenabteilungen einrichteten, in denen die Damen sich erfrischten, kam 1886 das Damenbad hinzu. Der bis heute männerfreie Bereich ist von allen Seiten von Mauern, Hecken und Umkleidekabinen umgeben. Um 1886 konnten die meisten Damen noch nicht schwimmen, das musste durch diese neue Mode erst allgemein erlernt werden.
Nach dem Tod Heims erwarb die Stadt Freiburg das Schwimmbad, das im Winter als Eisweiher mit Kühlhaus genutzt wurde. Während des Ersten Weltkrieges übernahm das Reichsheer die Regie im Bad, das während dieser Zeit für den öffentlichen Badebetrieb nicht mehr zugänglich war. Ab 1920 wurde es dem Schwimm- und Sportverein verpachtet. Streitigkeiten entstanden mit der Gemeinde Günterstal, die Abwässer ihrer Häuser und Ställe in den Hölderlebach leitete. Dieses Problem wurde später dadurch behoben, dass ein eigener Tiefbrunnen für das Lorettobad gebohrt wurde. 1926 übernahm die Stadt Freiburg den Betrieb des Bades wieder unter eigener Leitung. Vermutlich 1940 wurde das Herrenbad nach heftig geführten Diskussionen, Bürgerinitiativen und Unterschriftenaktionen in ein Familienbad umgewandelt. Das Damenbad blieb weiterhin bestehen. Während der Zeit des Nationalsozialismus war die Fähnlein-Gruppe Preußen der Hitlerjugend im Bad einquartiert.
1945 und von 1948 bis 1951 war das Bad von der Militärregierung beschlagnahmt und für die deutsche Zivilbevölkerung gesperrt. Ab 1952 durfte die Freiburger Bevölkerung wieder ins Lorettobad.
In den 1960er Jahren wurden Pläne entwickelt, auf dem Gelände des Bades ein zehnstöckiges Gebäude für das angrenzende Loretto-Krankenhaus zu errichten, die jedoch verworfen wurden.
Heute ist das Lorettobad neben dem Strandbad, dem Freibad St. Georgen und dem Westbad eines von vier Freibädern in Freiburg.

## Geschlechtertrennung

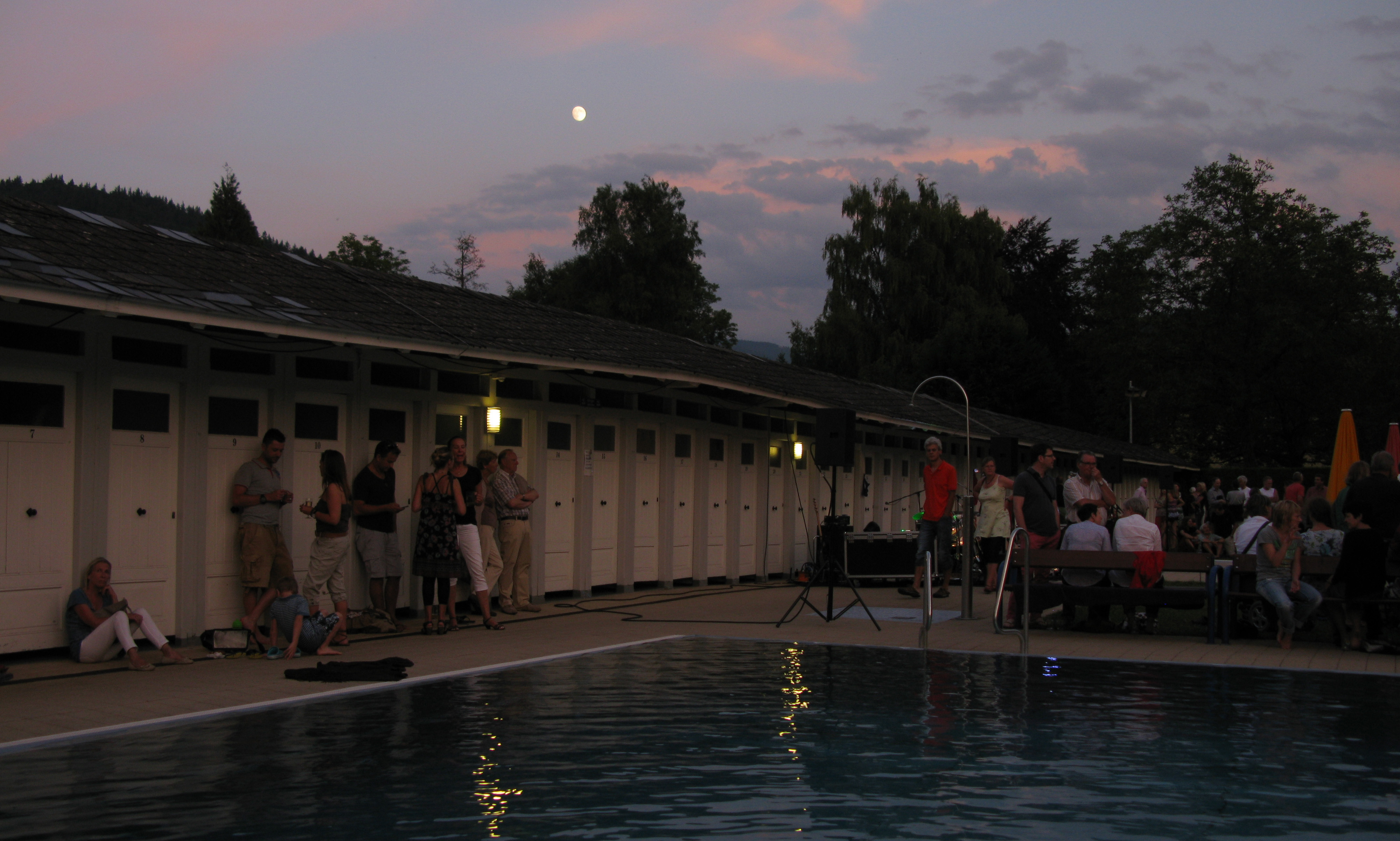
Damenbad des Lorettobades mit Einzelkabinen bei einem Konzert

Die Geschlechtertrennung wurde im Laufe der Jahrzehnte überall aufgehoben, im Lorettobad jedoch nicht. 1980 erhob ein Jura-Student Klage gegen diese räumliche Trennung, sie verlief jedoch erfolglos, zumal es direkt nebenan ein großes Bad für die ganze Familie gibt. Die Begründung des Gerichts lautete: „Laut §10 der Gemeindeordnung, nach dem öffentliche Einrichtungen ihrer Widmung entsprechend genutzt werden, verstößt das Verbot für Herren, das Damenbad des Lorettobades zu benutzen, nicht gegen das Gleichheitsgebot des Grundgesetzes“.
Im Jahr 1999 wurde das Damenbad komplett renoviert, seitdem nutzen es erheblich mehr weibliche Badende als zuvor.
Die knapp 125 Jahre alten Einzelkabinen des Damenbereiches können pro Saison angemietet werden, stehen dann also vier Monate individuell zur Verfügung. Einzig ein männlicher Bademeister darf das Damenbad betreten. Ab den 1970er Jahren hatten Frauen erkämpft, sich auch oben ohne sonnen zu können.
Während der ein paar mal im Jahr vom Förderverein der Freunde des Lorettobades organisierten, öffentlichen Konzerte im Jahr ist auch männlichen Gästen der Zutritt ins Damenbad erlaubt. Am Haupteingang hängen dann Warnschilder: „Männer im Damenbad“!
Seit viele orthodoxe Muslima aus dem Elsass das Frauenbad entdeckt haben, gibt es Differenzen zwischen diesen und den alteingesessenen Freiburgerinnen, so dass es 2016 und 2017 schon zu Polizeieinsätzen kam. Weder durch klarer formulierte Schwimmbadregeln, noch durch eine gescheiterte Petition gegen männliche Bademeister hatte sich an den Konflikten was geändert.
Der 2022 erschienene Film Freibad erzählt eine fiktive Geschichte um Konflikte in einem deutschen Damenbad. In einer zusammenhängende Erzählung um die Figuren Eva und Gabi werden Vorkommnisse aufgezeigt, die an tatsächliche Begebenheiten erinnern. Eine Texttafel zu Beginn des Films bezieht sich dabei explizit auf das einzige Damenbad Deutschlands, also den Damenbereich des Lorettobades. Gedreht wurde der Film im Freibad Ainhofen.

## Angebot
Da das Bad nicht beheizt wird, ist es nur in der Sommerzeit von Mai bis September geöffnet.

### Familienbad

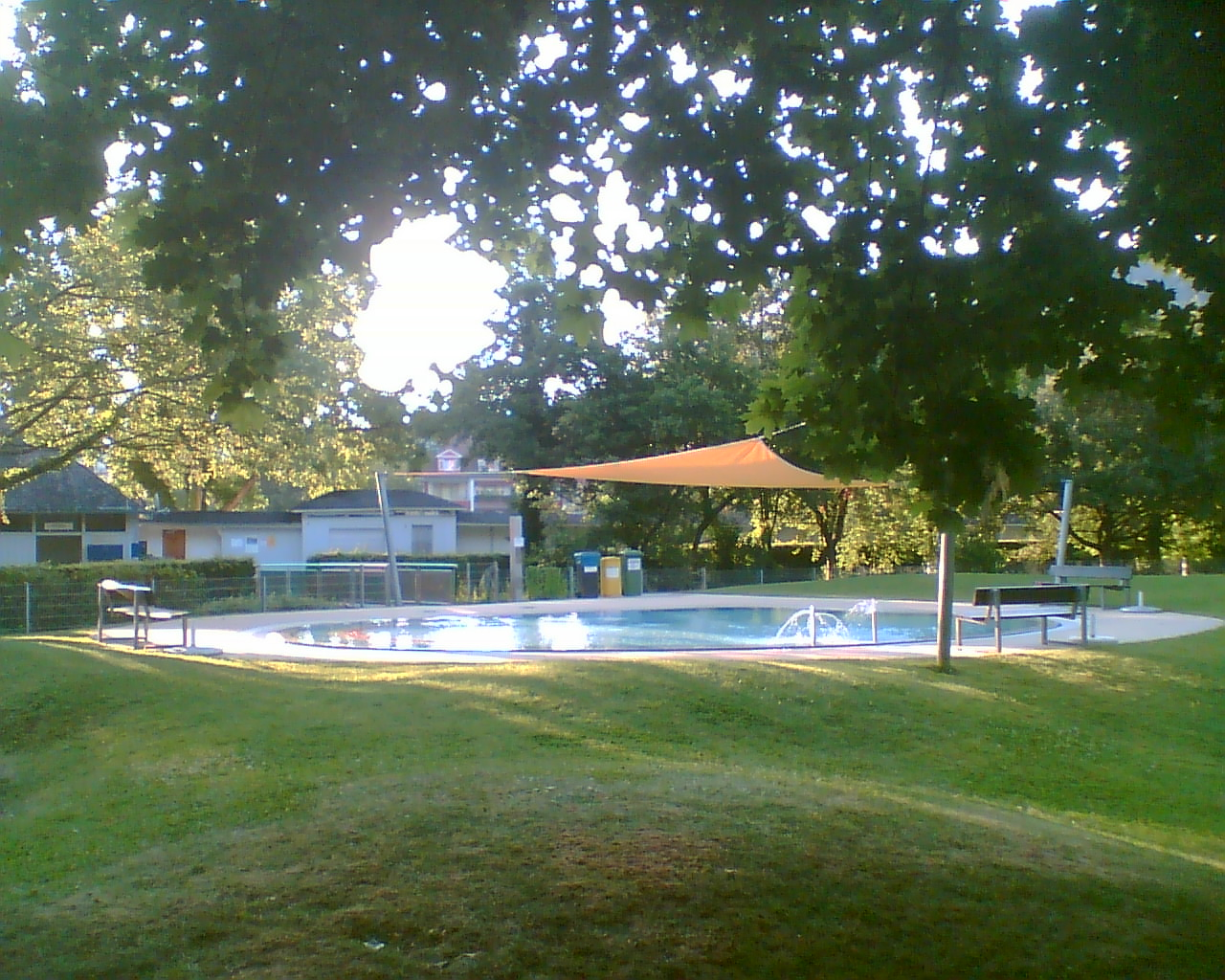
Kinder-Planschbecken mit Sonnensegel

- 25-Meter-Schwimmbecken mit Nichtschwimmer-Bereich
- Kinder-Planschbecken mit Wasserpilz und Sonnensegel
- Große Liege- und Spielwiese
- Wasserrutsche für Kinder
- Sand- und Matschplatz
- Liegestühle
- Kiosk
- Tischtennisplatz
- Großes Schachspiel

### Damenbad
- 25-Meter-Schwimmbecken mit Nichtschwimmer-Bereich
- Kinder-Planschbecken mit Wasserpilz
- Liegewiese
- Liegestühle

## Anbindung
Das Lorettobad ist von den Haltestellen Weddigenstraße und Reiterstraße der Straßenbahnlinie 4 und der Haltestelle Lorettostraße der Straßenbahnlinie 2 fußläufig erreichbar. Die Station Lorettobad des Fahrradverleihsystems Frelo befindet sich direkt am Gelände.

## Kunst

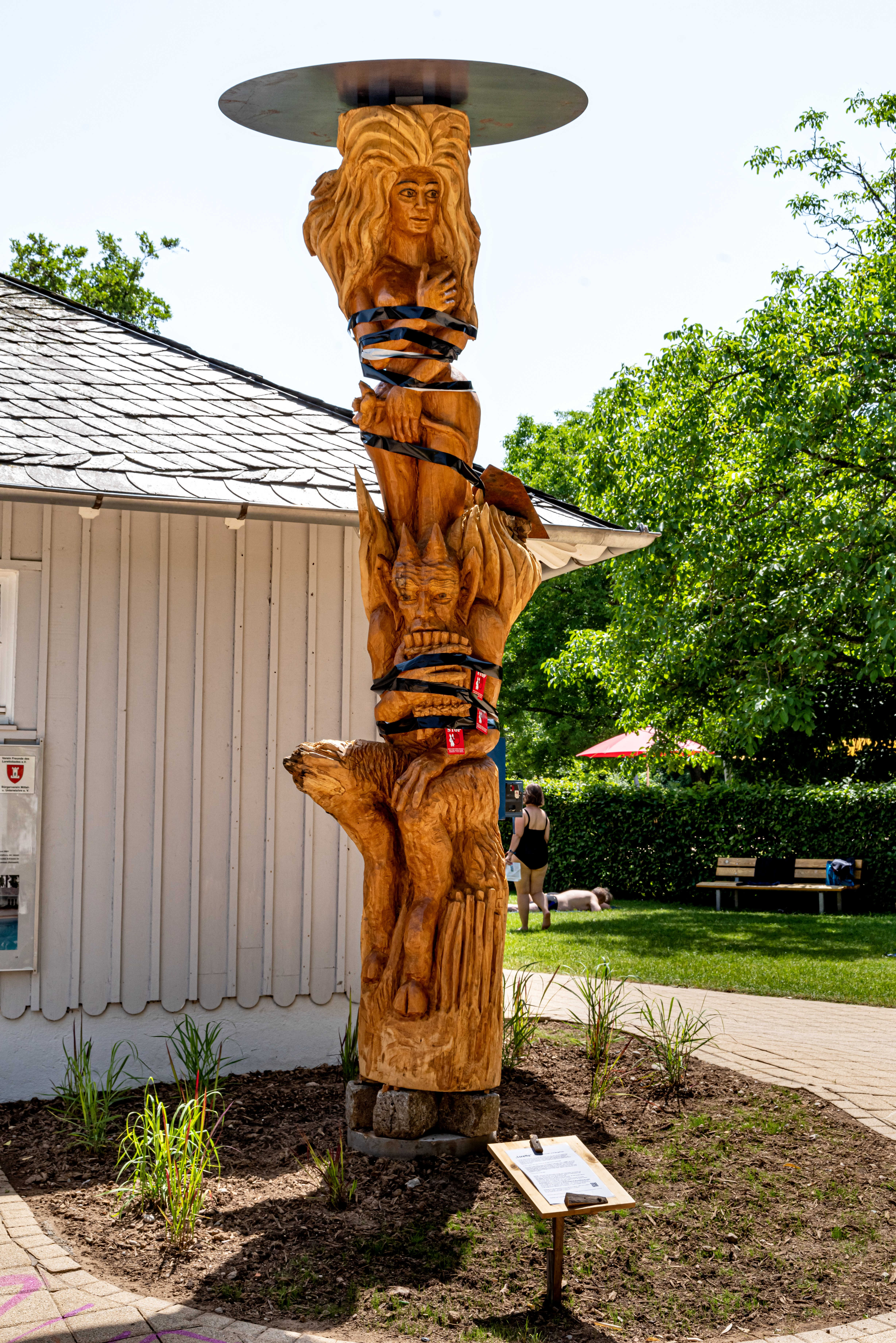
Die "Loretta – von Keuschheit und Begehren" von Thomas Rees (18. Juni 2021), aus Protest verunstaltet

Am 14. Juni 2021 wurde im Eingangsbereich des Bades die Holzskulptur Loretta – von Keuschheit und Begehren von Thomas Rees aufgestellt. Mit Syrinx und Pan zeigte sie Figuren aus der griechischen Mythologie und löste in verschiedenen Medien, wegen der „idealisierten“ Darstellung einer nackten Frau einen Shitstorm mit Sexismus-Vorwürfen aus und wurde schließlich verunstaltet. Gestiftet wurde sie vom Verein der Freunde des Lorettobades. Die Freiburger Kunstkommission wurde nicht hinzugezogen, was nach der Satzung aber hätte erfolgen müssen. Etwa zehn Tage nachdem die Skulptur eingeweiht wurde, hatte Rees angeboten, die umstrittene Loretta zurückzunehmen. Die Stadt nahm das Angebot an. Am 6. Juli wurde die Skulptur abgebaut. Ein Unternehmer aus dem Großraum Stuttgart hatte sie erworben.